# 港湾職業能力開発短期大学校神戸校
港湾職業能力開発短期大学校神戸校（こうわんしょくぎょうのうりょくかいはつたんきだいがっこうこうべこう）は、職業能力開発促進法に基づいて独立行政法人高齢・障害・求職者雇用支援機構により設置・運営される職業能力開発短期大学校である。港湾物流業（港湾運送業）に従事する人材育成を目的とし、港湾物流業（港湾運送業）を中心に多くの卒業生を送り出している。海国日本を支える施設の一つである。神戸市のポートアイランド内に位置する。
愛称に関しては、港湾、物流関係者の間では港湾カレッジ、地名をつけて神戸港湾カレッジと呼ばれているが、ポリテクカレッジ（職業能力開発短期大学校の愛称）の一つであるので、ポリテクカレッジ神戸港（こうべみなと）と呼ばれることもある。

## 沿革
- 1975年（昭和50年）4月 - 高等職業訓練校（公共職業訓練施設の一つ）として開校する。
- 1998年（平成10年） - 職業能力開発短期大学校に転換する。

高等職業訓練校の時代から、港湾労働の高度化にあわせ2年制コースを実施しており、当時から神戸港湾カレッジと呼ばれていた。

## 訓練科
- 専門課程（2年制）
  - 港湾流通科
    - 貿易実務、通関実務、コンテナ船への積卸計画などの港湾業務に必要な知識、ネットワークやプログラミングなどの情報技術を勉強する科。
    - 海貨業、一般港湾運送事業、国際物流業、検数事業などの企業に就職している。

  - 港湾技術科（物流技術科）
    - 主として、港湾作業で必要な機器（フォークリフト、移動式クレーン、天井クレーンなど）の操作を習う科。他に油・空気圧の実習等がある。
    - 卒業後の就業は、沿岸荷役作業、船内荷役作業が主である。
- 港湾流通科・港湾技術科ともに、所定の履修科目および履修時間をクリアすれば、フォークリフト運転技能講習と玉掛け技能講習の修了認定が受けられる。
- 港湾技術科は所定の履修科目および履修時間をクリアすれば、移動式クレーン運転士免許の実技修了資格が得られる。

文部科学省所管外の公共職業能力開発施設のため、卒業しても一般の大学への編入学はできない。

## 在職者訓練
2009年（平成21年）4月現在、在職者訓練として、能力開発セミナー（高度職業訓練の専門短期課程）を実施している。

## 所在地

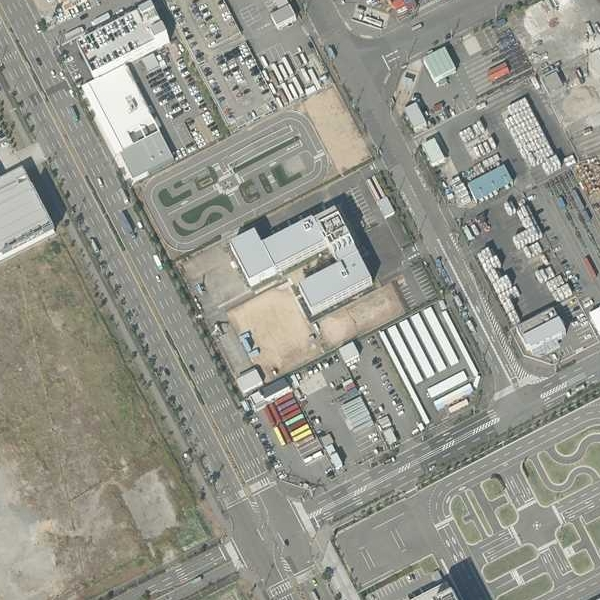

ポートアイランド内にある。バス停名は「港湾短大前」である。神戸空港開港により、ポートライナーが近くを通るようになり、最寄の駅は医療センター駅である。
- 〒650-0045　神戸市中央区港島8-11-4

## その他の港湾施設
高齢・障害・求職者雇用支援機構が運営する港湾関係の施設としては、他に、横浜港には港湾職業能力開発短期大学校横浜校（愛称：ポリテクカレッジ横浜港）、大阪港には関西職業能力開発促進センター大阪港湾労働分所（愛称：ポリテクセンター大阪港）、名古屋港には中部職業能力開発促進センター名古屋港湾労働分所（愛称：ポリテクセンター名古屋港）がある。また、財団法人港湾労働安定協会は、愛知県豊橋市において港湾技能研修センターを運営する。